# Hanna Pauli

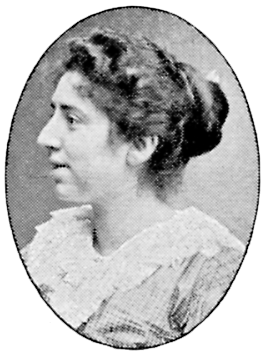
Porträt Hanna Paulis, 1901

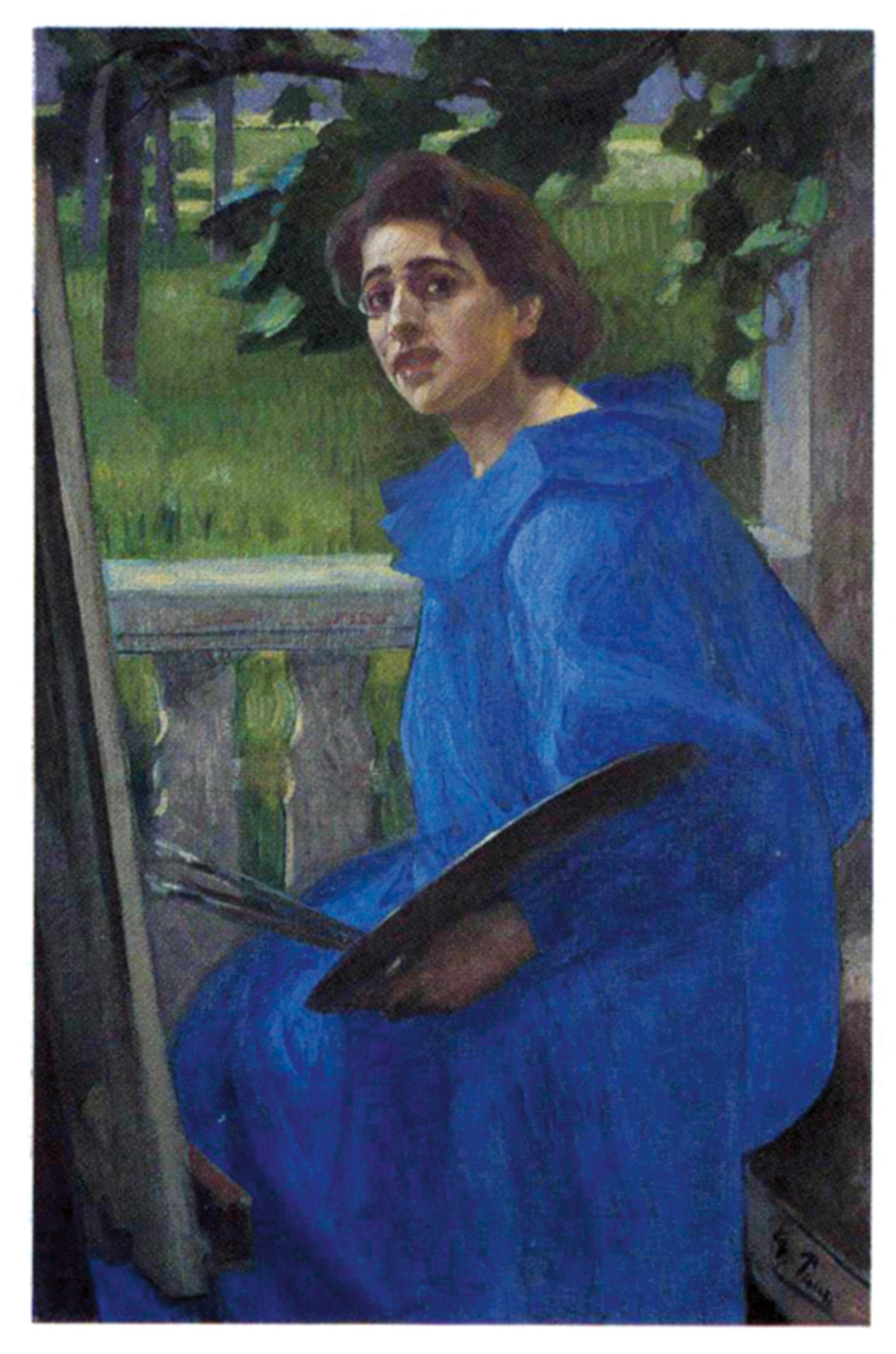
Hanna i blå klänning (dt. Hanna im blauen Kleid) von Georg Pauli, Jönköpings läns museum, 1896

Hanna Pauli (geboren als Hanna Hirsch am 13. Januar 1864 in Stockholm; gestorben am 29. Dezember 1940 in Saltsjö-Storängen) war eine schwedische Malerin.

## Leben
Hanna Pauli stammte aus der Stockholmer jüdischen Mittelklasse und wuchs in Gamla stan, Stora Nygatan 12 auf. Sie war das jüngste Kind des Musikverlegers Abraham Hirsch und dessen Frau Pauline, geborene Meyerson. Sie lernte, seitdem sie zwölf war, an der Malschule für Frauen von August Malmström. Von 1881 bis 1884 an der Kunstakademie Stockholm. 1885 gewann sie wahrscheinlich für Familjegrup vid lampan eine Hertliga medalj und zog im Herbst desselben Jahres nach Paris, um bis 1887 an der Académie Colarossi zu studieren. Außer ihr gingen zu der Zeit noch weitere schwedische Malerinnen der Ausbildung wegen nach Paris, so Eva Bonnier, Jenny Nyström und Venny Soldan-Brofeldt. Bonnier kannte sie seit Kindheitstagen, mit Soldan-Brofeldt freundete sie sich in Paris an. Bei ihrem Frankreichaufenthalt lernte sie Georg Pauli in der skandinavischen Künstlerkolonie in Grez-sur-Loing kennen und lieben. Hannas Vater hatte jedoch etwas gegen die Beziehung, bis Pauli ihm zusicherte, jüdische Traditionen zu wahren. Die beiden heirateten am 27. Oktober 1887 in Schweden. Ihre Hochzeitsreise führte nach Italien. Als sie zurückkamen, zogen sie in eine Wohnung in der Glasbruksgatan Ecke Fjällgatan.
Das Paar hatte drei Kinder: Torsten, geboren 1889, Georg (1891) und Ruth (1896). 1893 zog die Familie nach Göteborg, wo Georg Pauli als Nachfolger und auf Vorschlag von Carl Larsson die Leitung der Valands konstskola übernahm.
Seit 1897 wohnten die Paulis in der Bellmansgatan 6, dem 1892 erbauten Laurinska huset in Stockholm, wo auch ihre Freundin Ellen Key ihre politischen Zirkel abhielt.
1905 kauften sie auf Utö eine Fischerhütte, die der Architekt Ragnar Östberg zu einem Sommerhaus namens Ruthstorp mit eigenen Ateliers umbaute.
Außerdem bauten sie sich 1905 die Villa Pauli in Storängen mit der Adresse Värmdövägen 205, Nacka. Nicht zu verwechseln mit der herrschaftlichen Villa Pauli ihres Schwagers, dem Augenarzt Albert Pauli, in Djursholm.
Hanna reiste zu Neujahr 1907 zur Erholung und Inspiration nach Sizilien, wo sich Ellen Key aufhielt. Vor Ort verliebte sie sich in einen Einheimischen. Ihrer Freundin Venny, die im März ankam, gelang es, sie zur Heimreise zu bewegen, die die beiden Frauen im Juni antraten. Nachdem Georg auf dem Pariser Herbstsalon 1911 sehr vom Kubismus angetan war, ermunterte er seine Frau, nochmal in Paris Malerei zu studieren. 1913 reiste Hanna zu dem Zwecke zusammen mit ihrer Studienkameradin Venny Soldan-Brofeldt in die französische Hauptstadt. Sie blieben einen Winter, dann reiste Hanna mit Georg in den Süden. Der kurz darauf beginnende Erste Weltkrieg verhinderte solche Reisen für die nächsten vier Jahre. 1920 bis 1921 machte das Ehepaar eine ausgedehnte Rundreise durch Europa und Nordafrika.
Als das Ehepaar Pauli Hannas 60. Geburtstag in Rom feierte, stellte sie ihr Selbstporträt im Spiegel fertig, das das Kunstmuseum von Turku erwarb.
1933 fand in der Kunstakademie in Stockholm eine Gemeinschaftsausstellung von Prinz Eugen mit den Paulis statt. In dessen Museum in Waldemarsudde befinden sich Werke der Paulis.
Nach dem Tode Georg Paulis 1935 kam ein Teil ihrer Kunstsammlung in das Jönköping Läns Museum.
1940 kamen ihr Sohn Georg und dessen Frau Lisa bei einem Autounfall ums Leben. Hanna nahm sich ihrer Kinder an. In ihren letzten Jahren malte Pauli vornehmlich Porträts.

## Werk
In ihrer Kunst spiegelt sich sowohl ihr Interesse am französischen Realismus als auch Impressionismus wider. Letzteres findet man beispielsweise in ihrem 1887 kurz vor der Eheschließung gemalten Ölbild Frukostdags. Das Bild, in welchem sie den Akzent auf Lichtreflexionen setzt, wurde von der Kritik nur mäßig aufgenommen. Vor allem die bunten Flecken auf dem somit nicht reinweißen Tischtuch irritierten.
Ein Beispiel für ihren Realismus ist das kurz nach ihrer Ankunft in Frankreich entstandene Porträt Venny Soldan-Brofeldts, die von Hirsch mit Strohpantoffeln gegen die Kälte auf dem Atelierboden sitzend abgebildet wurde.
Pauli malte vor allem Porträts, eines zeigt den Schriftsteller Verner von Heidenstam als Hans Alienus, einer von ihm geschaffenen Romanfigur.
Ihre Bilder finden sich unter anderem im Schwedischen Nationalmuseum und Bonnierska porträttsamling in Stockholm.
Zu Lebzeiten hatte sie wenige Einzelausstellungen, konnte jedoch Schwedens Kunstschaffen auf den Weltausstellungen in Paris 1889 beziehungsweise Chicago 1893 vertreten.
In Stockholm ist die Hanna Paulis Gata nach ihr benannt.

Konstnären Venny Soldan-Brofeldt (dt. Künstlerin Venny Soldan-Brofeldt), Göteborgs konstmuseum, ca. 1880
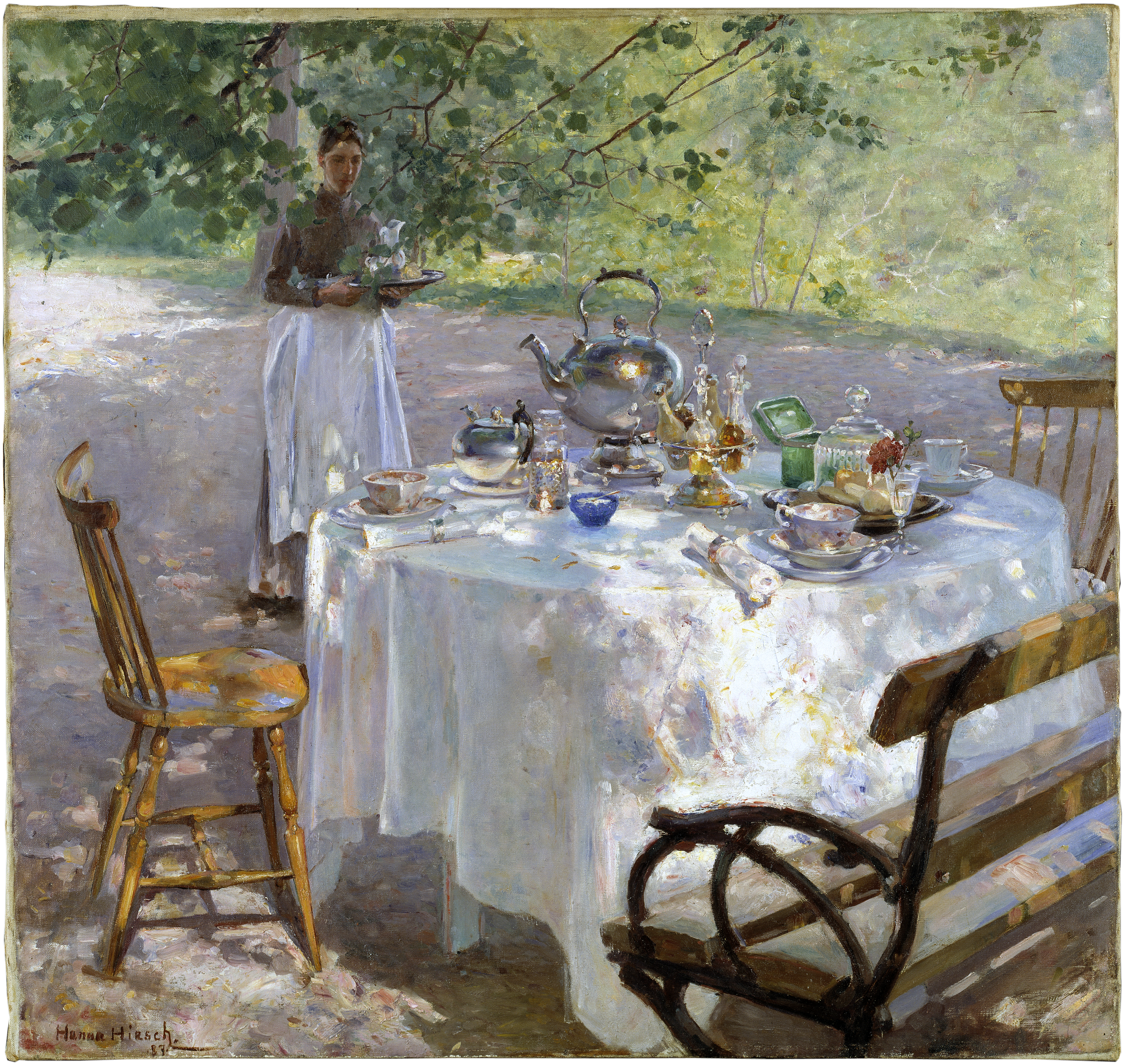
Frukostdags (dt. Frühstückszeit), Schwedisches Nationalmuseum in Stockholm, 1887
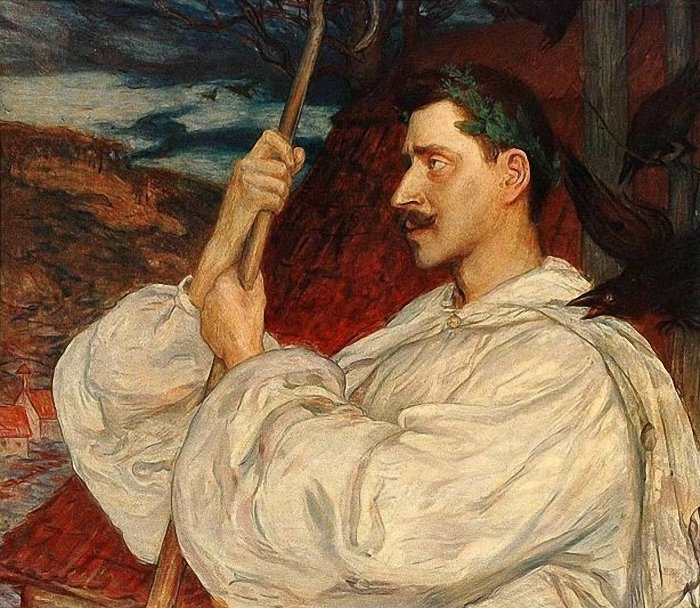
Hans Alienus, Bonnierska porträttsamlingen, 1896
Vänner (dt. Freunde) – Ellen Key liest im Freundeskreis in der Bellmansgatan 6 vor, Schwedisches Nationalmuseum in Stockholm, zwischen 1900 und 1907
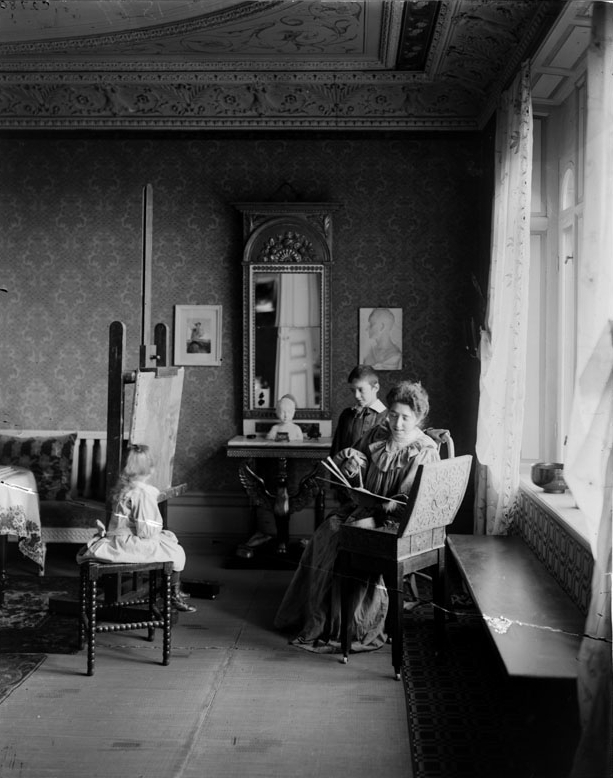
Hanna Pauli mit ihren Kindern beim Malen, Foto von Anton Blomberg (1862–1936), 1899 im nämlichen Zimmer